# Bogyoszló

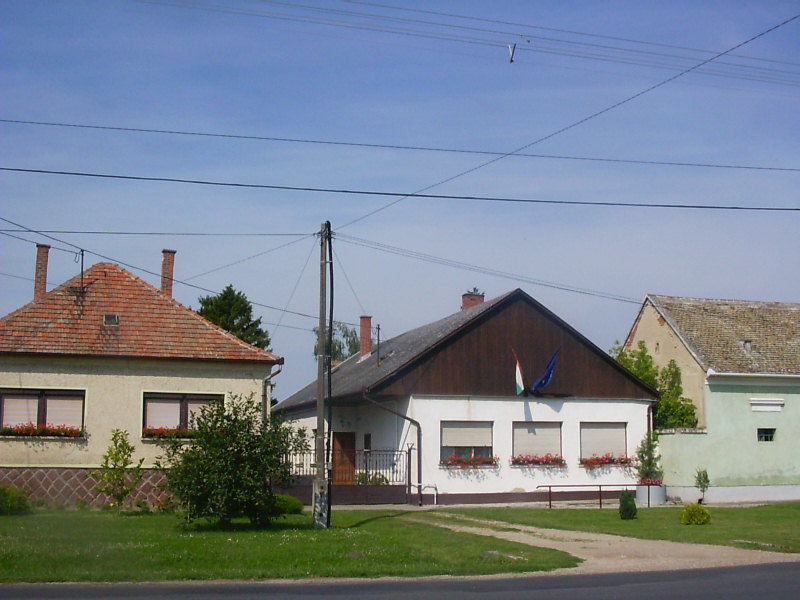
Az óvoda épülete

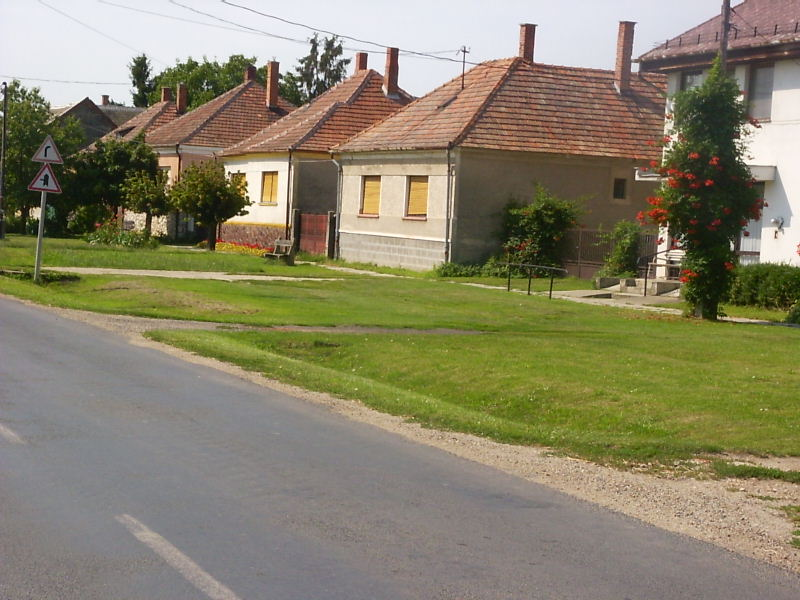
Bogyoszlói látkép

Bogyoszló (németül: Bodoßlau) község Győr-Moson-Sopron vármegyében, a Csornai járásban található.

## Fekvése
Magyarország északnyugati részén, a Rábaköz közepén, Győr-Moson-Sopron vármegyében fekszik, a Duna, a Rába és a Répce hordalékkúpján. Határának talaja jellemzően homokos, agyagos, öntésiszapos. Alatta folyami kavicstakaró található. A felszínén lévő finom üledék, jelenkori képződmény.
A térség városai közül Csornától 9, Kapuvártól 13 kilométer távolságban helyezkedik el. A szomszéd települések: észak felől Jobaháza, északkelet felől Csorna, délkelet felől Szilsárkány, dél felől Sopronnémeti és Potyond, délnyugat felől Magyarkeresztúr és Kisfalud, nyugat felől Babót, északnyugat felől pedig Szárföld és Rábatamási.

### Megközelítése
4,9 kilométerre délre helyezkedik el az M85-ös autóút 31-es kilométerénél lévő Csorna-nyugat–Farád-csomóponttól, amely szinte közvetlen összeköttetést biztosít a megyeszékhely Győrrel. Emellett 5,8 kilométerre található az M86-os autóút 139-es kilométerénél lévő, a 86-os úttal közös szilsárkányi csomópontjától, amely lehetőséget nyújt Vas vármegye székhelye, Szombathely közvetlen elérésére is. Ez utóbbi csomóponttal a 8601-es út köti össze a községet, míg az M85-ös csomópontjától a 8603-as, majd Jobaházát elhagyva a 8604-es úton juthatunk el a településre. Potyonddal és azon keresztül Beleddel a 8606-os út köti össze.
A település két autóbuszmegállóval rendelkezik (Petőfi Sándor utca, Zrínyi utca), melyekről a következő települések érhetők el közvetlenül: Beled, Csorna, Enese, Farád, Győr, Jobaháza, Kóny, Kapuvár, Magyarkeresztúr, Mihályi, Potyond, Rábatamási, Szárföld, Vadosfa, Veszkény és Vica.
Vasútvonal nem érinti, de a közelében kettő is elhalad, amelyek így több vasúti csatlakozási lehetőséget is kínálnak. Központjától nagyjából 4,5-4,5 kilométerre található északi irányban a Győr–Sopron-vasútvonal Farád megállóhelye és Rábatamási vasútállomása, délkeleti irányban pedig 4,1 kilométerre a Hegyeshalom–Porpác-vasútvonal Szil-Sopronnémeti vasútállomása.

## Történelme
Bogyoszló első ismert írásos említése 1228-ból származik. A Kanizsayak birtoka volt és kapuvári uradalomhoz tartozott. Később a Nádasdyak, majd  1681-ben az Esterházyak kezébe került. Az 1594. évi török pusztítás után 10 évre kihalt a falu. Az újratelepülők adó és robot mentességet kaptak. A régi családok zöme 1620-ban visszatért Vitnyédről. 1850-ben ’’elkülönzési’’ és a bérföldek illetve a közös legelők sorsáról megállapodást kötöttek az urasággal. Az erdőirtást követően művelésre alkalmas földek jöttek létre, amely a jobbágyok munkájának az eredményét tükrözte. A község hatalmas legelői kiválóan alkalmasak voltak az állattartásra. A juhok az értéktelenebb, a szarvasmarhák az értékesebb legelőket vették birtokba. A földesúr a lótenyésztést tette virágzóvá. Az 1848–49-es forradalom és szabadságharcban  12-en vettek részt. A világháborúkban 92 áldozata volt a falunak. Emlékükre faragott kopjafát állítottak a templom előtt. Az 1950-es években itt is termelőszövetkezetet alapítottak. A tsz. eredményei egyre kedvezőbbek lettek és a háztáji is jövedelmező volt. Három szomszédos településből közös tanács alakult, ami a rendszerváltáskor felbomlott.

## Mai élete
Önálló önkormányzat létesült 1990-ben. Az alapinfrastruktúrák közül a szennyvíz csatornahálózat hiányzik. A vezetékes gáz a lakások több, mint felében megtalálható. Az aktív korosztály fele a mezőgazdaságban dolgozik. A tsz. átalakulását követően a Cankó 2000 Kft. folytat mezőgazdasági tevékenységet. A lakosság többsége katolikus vallású. Háziorvos működik a faluban. Az általános iskolai oktatást több község együtt (Magyarkeresztúr, Potyond és Bogyoszló) közösen látja el.

## Közélete

### Polgármesterei
- 1990–1994: Varga László (FKgP)[4]
- 1994–1998: Kránitz Lajos (független)[5]
- 1998–2002: Kránitz Lajos (független)[6]
- 2002–2006: Kránitz Lajos (független)[7]
- 2006–2010: Sebestyén Katalin (független)[8]
- 2010–2012: Varga Tamás (független)[9]
- 2012–2014: Varga Tamás (független)[10]
- 2014–2019: Varga Imre Róbert (független)[11]
- 2019–2024: Varga Imre Róbert (független)[12]
- 2024– : Varga Imre Róbert (független)[1]

A településen 2012. szeptember 2-án időközi polgármester-választást (és képviselő-testületi választást) tartottak, az előző képviselő-testület önfeloszlatása miatt. A választáson a hivatalban lévő polgármester egyedüli jelöltként indult el, így meg is nyerte azt.

## Népesség
A település népességének változása:
| Lakosok száma | 624  | 626  | 619  | 618  | 598  | 604  | 597  |
|               | 2013 | 2014 | 2015 | 2021 | 2022 | 2023 | 2024 |

A 2011-es népszámlálás során a lakosok 95,3%-a magyarnak, 1,3% cigánynak, 1,3% németnek, 0,2% ukránnak mondta magát (4,2% nem nyilatkozott; a kettős identitások miatt a végösszeg nagyobb lehet 100%-nál). A vallási megoszlás a következő volt: római katolikus 84,6%, református 0,3%, evangélikus 2,9%, felekezeten kívüli 3,1% (8,1% nem nyilatkozott).
2022-ben a lakosság 90,3%-a vallotta magát magyarnak, 1,3% németnek, 0,7% cigánynak, 0,5% ukránnak, 0,3% horvátnak, 1,2% egyéb, nem hazai nemzetiségűnek (9% nem nyilatkozott; a kettős identitások miatt a végösszeg nagyobb lehet 100%-nál). Vallásuk szerint 65,4% volt római katolikus, 3,2% evangélikus, 0,8% református, 0,2% ortodox, 0,2% egyéb keresztény, 0,5% egyéb katolikus, 4,5% felekezeten kívüli (25,1% nem válaszolt).

## Híres szülöttei
- Király Iván, természettudós tanár, a Hanság kutatója

### Híres fafaragó mesterek
- Kiss Ernő,
- Áder István
- Pintér Jenő (2016 februárjában hunyt el), a Népművészet Mestere díj kitüntetettje[16]

## Látnivalók
- Szent Kozma és Damján római katolikus templom

A falukép meghatározó eleme az északi déli széles főúton álló templom. Klasszicista stílusban 1760 körül épült, és néhány éve újították fel. A magyar szenteket bemutató monumentális falképeit Döbrentey Gábor festette 1941-42-ben.
Berendezései közül értékes a szószék a „Jó pásztor” domborművel díszítve, a fából készült Mária szobor, valamint a templom előtt álló kesergő Mária szobor Szent Vendel és Szent Flórián alakjaival kiegészítve.
- Kálvária szoborcsoport
- Néprajzi, iskolatörténeti és fafaragó kiállítás az egykori iskola épületében
- Utcakép

A Rábaköz településeire jellemző orsós településképet látunk. A széles csordahajtó út mellett fésűs beépítésben, egy épület - egy porta rend szerint állnak a házak. A deszkaoromzatos vagy tűzfalas házak előtt nincs előkert, hanem az előtte lévő közterületen ligetes, gyümölcsfákkal szegélyezik az utat. A telken soros elrendezésben következnek a lakó- és gazdasági épületek. Gyakori volt a ház egész hosszán végigfutó téglapilléres tornác. Innen nyíltak a lakószobák. A konyhában szabadkéményes tűzhely volt, a szobákban szépen faragott, dátumozott mestergerenda. Ma már kevés helyen találkozunk hasonló utcaképpel.
- A településen keresztül vezet a Szent Márton európai kulturális útvonal Szombathelytől Pozsony felé vezető szakasza.

## Hagyományok
- Rábaköz Néptánc Együttes
- Bogyoszlói Férfi Dalkör

## Galéria

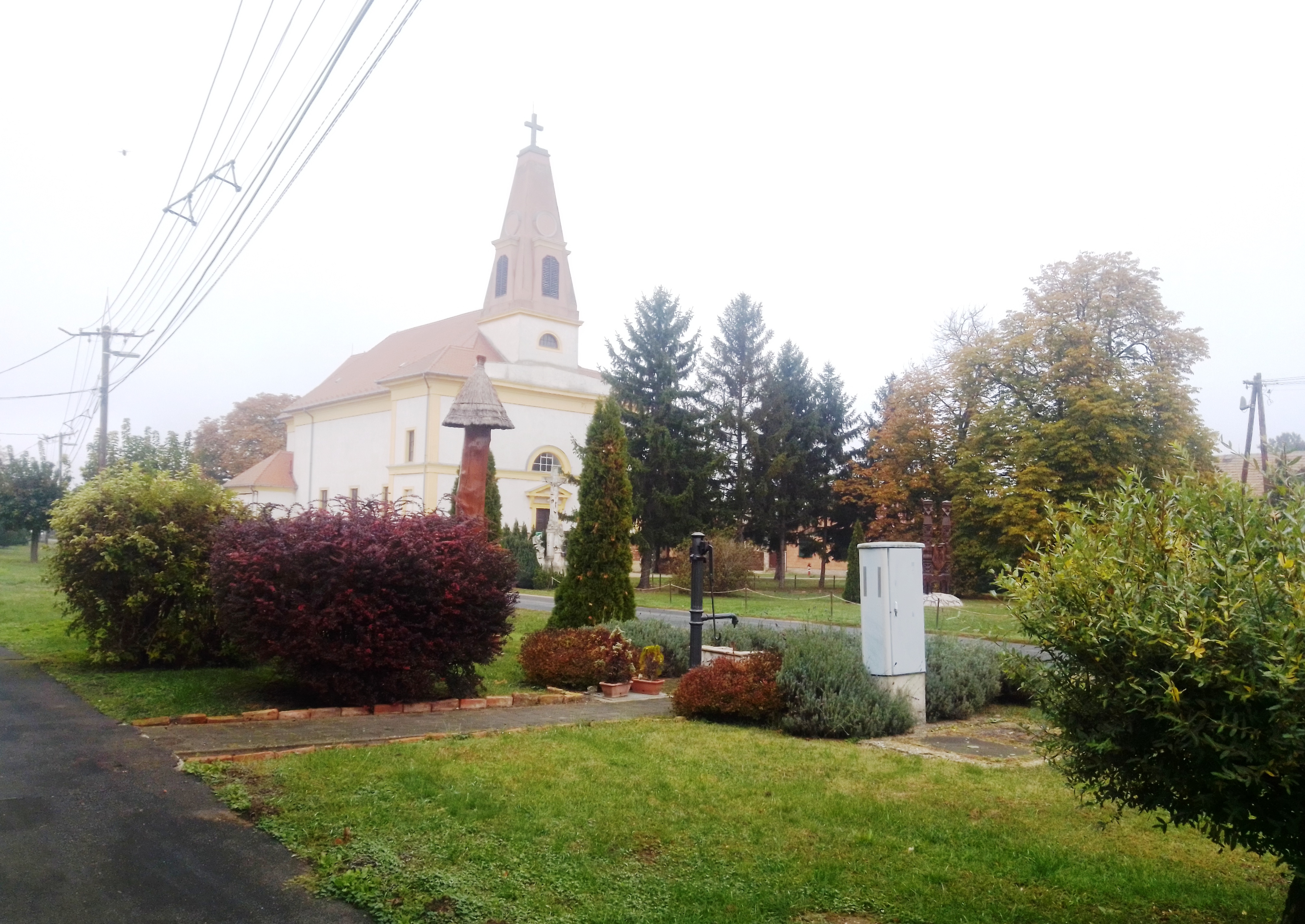
Templom és környezete
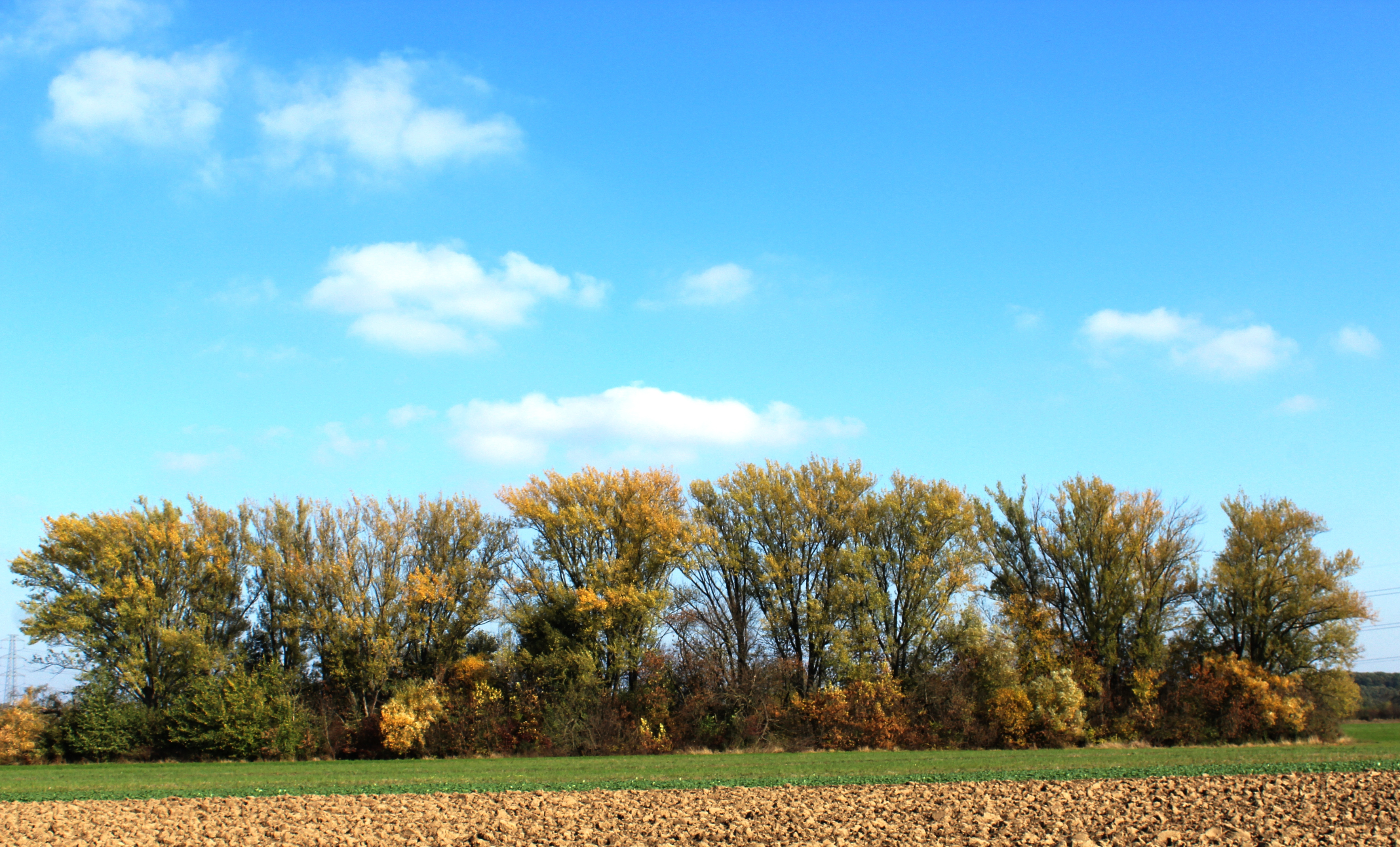
Bogyoszlói határ
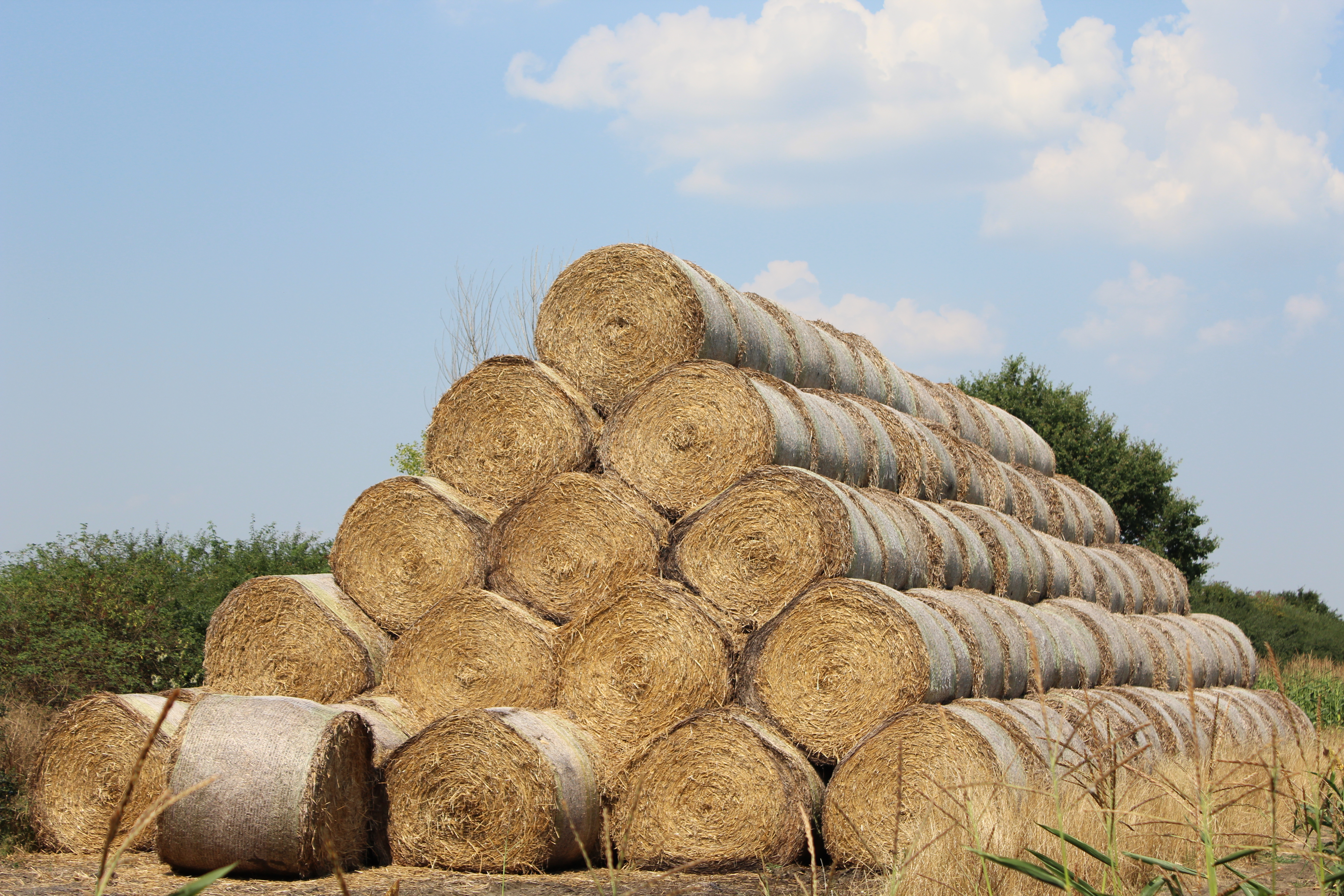
Bálahegy
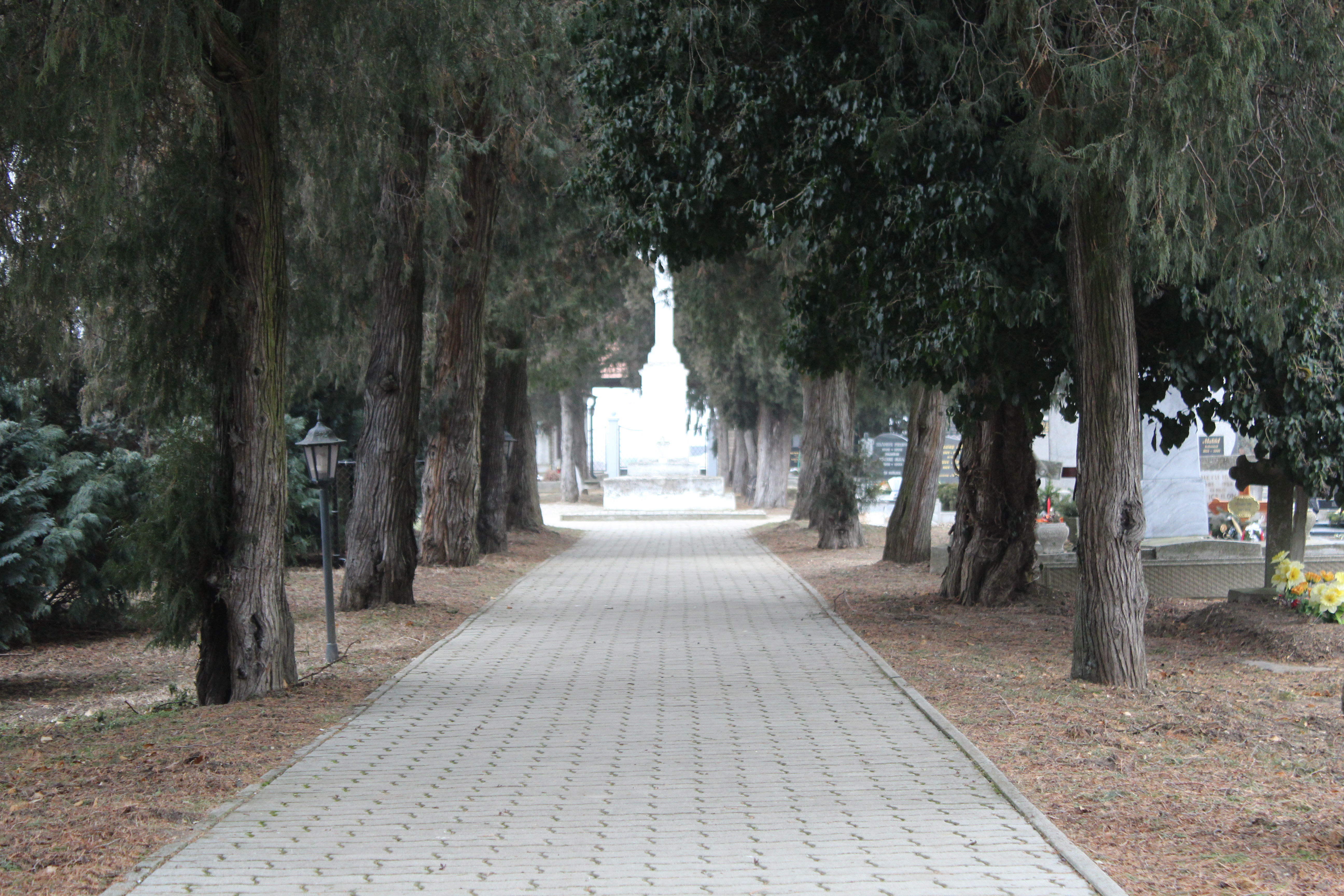
Római katolikus temető